# Dominik Mysterio
Dominik Oscar Gutiérrez, meglio conosciuto con il ring name Dominik Mysterio (San Diego, 5 aprile 1997), è un wrestler statunitense sotto contratto con la WWE.
In carriera ha detenuto due volte l'NXT North American Championship, una volta l'Intercontinental Championship e una volta lo SmackDown Tag Team Championship con suo padre Rey Mysterio. I due sono stati il primo duo padre e figlio a vincere un titolo di coppia in WWE.

## Biografia
Dominik Gutiérrez è il figlio primogenito di Rey Mysterio e Angela Gutiérrez; ha anche una sorella minore, Aalyah, nata nel 2001.

## Carriera

### Apparizioni sporadiche in WWE (2003–2020)
La sua prima apparizione in WWE avvenne nella puntata di SmackDown! del 5 giugno 2003, all'età di 6 anni, mentre con la sua madre Angie e sua sorella Aalyah assisteva alla vittoria del WWE Cruiserweight Championship da parte del padre Rey Mysterio contro Matt Hardy. Successivamente, è apparso sempre tra il pubblico nella puntata di SmackDown! dell'11 dicembre in cui suo padre venne sconfitto da Brock Lesnar.
La prima apparizione in una storyline risale all'estate del 2005, quando venne coinvolto nella faida tra il padre e Eddie Guerrero, culminata il 21 agosto a SummerSlam 2005 in un ladder match vinto da Mysterio, valevole per la custodia dello stesso Dominik.
Il ragazzo riapparve poi nella primavera del 2010, quando il padre entrò in faida con la Straight Edge Society di CM Punk.
Nel 2019 iniziò ad apparire per supportare Rey, dapprima nella faida contro Samoa Joe e poi in quella contro Brock Lesnar, quest'ultima culminata il 24 novembre a Surivor Series quando Rey venne sconfitto in un no holds barred no disqualification match valido per il WWE Championship; in quest'occasione, Dominik utilizzò una 619 combinata con suo padre contro l'avversario, sebbene non sia riuscito ad aiutarlo a vincere. Nel 2020 intervenne nuovamente per aiutare il padre contro Seth Rollins e la sua stable. Nella puntata di Raw del 27 luglio attaccò brutalmente Rollins e il suo discepolo Murphy per salvare Aleister Black (alleato di Rey), ripetendo la stessa cosa anche la settimana dopo, quando Rollins e Murphy avevano cercato di attaccare Samoa Joe e Tom Phillips.

### WWE (2020–presente)

#### Debutto e tag team con Rey Mysterio (2020–2022)
Debuttò il 23 agosto 2020, a SummerSlam 2020 venendo sconfitto da Seth Rollins in uno street fight match.
Il 24 agosto Rey e Dominik fecero il loro debutto come tag team in un match contro Seth Rollins e Murphy ma il match finì in no contest a causa dell'interferenza della Retribution. Il 30 agosto, a Payback, sconfissero Seth Rollins e Murphy. Nella puntata di Raw del 7 settembre riuscì a battere Murphy in uno street fight match, aiutato anche dalla sua famiglia. Nella puntata di Raw del 14 settembre venne sconfitto per la terza volta da Seth Rollins in uno steel cage match. Il 9 ottobre, per effetto del Draft, Rey e Dominik passarono al roster di SmackDown. Il 31 gennaio, a Royal Rumble, Dominik partecipò all'omonimo incontro entrando col numero 21 ma venne eliminato da Bobby Lashley.

Dominik e Rey Mysterio nel 2022 a Clash at the Castle

Nella puntata di SmackDown del 9 aprile Rey e Dominik presero parte ad un fatal 4-way tag team match valevole per lo SmackDown Tag Team Championship detenuto da Dolph Ziggler e Robert Roode e comprendente anche l'Alpha Academy e gli Street Profits ma il match venne vinto dai campioni. Il 16 maggio, a WrestleMania Backlash, Rey e Dominik sconfissero Dolph Ziggler e Robert Roode conquistando lo SmackDown Tag Team Championship per la prima volta. Il 4 giugno, a SmackDown, Rey e Dominik difesero con successo i titoli contro gli Usos per due volte la stessa sera, la prima volta grazie ad un errore dell'arbitro, la seconda per squalifica a causa dell'intervento di Roman Reigns. Il 18 luglio, nel Kick-off di Money in the Bank, i Mysterios persero i titoli a favore degli Usos dopo 63 giorni di regno. Il 21 agosto, a SummerSlam, riaffrontarono gli Usos nella rivincita per i titoli di coppia di SmackDown ma vennero sconfitti.
Il 1º ottobre, per effetto del Draft, i Mysterios passarono al roster di Raw. In seguito, il duo padre-figlio prese parte ad un torneo per determinare gli sfidanti al Raw Tag Team Championship degli RK-Bro ma, dopo aver sconfitto l'Alpha Academy il 6 dicembre a Raw, persero contro gli Street Profits nella finale svoltasi il 27 dicembre. Il 29 gennaio, a Royal Rumble, partecipò al match omonimo entrando col numero 14 ma venne eliminato da Happy Corbin. Il 15 marzo i due fecero un'apparizione ad NXT 2.0 dove trionfò su Raul Mendoza. Il 2 aprile, nella prima serata di WrestleMania 38, vennero sconfitti da The Miz e Logan Paul. Il 30 luglio, a SummerSlam, Rey e Dominik sconfissero il Judgment Day (Damian Priest e Finn Bálor) in un no disqualification match grazie al ritorno di Edge. La sera dopo, a Raw, affrontarono gli Usos per il Raw Tag Team Championship e lo SmackDown Tag Team Championship ma vennero sconfitti e subito dopo il match vennero attaccati dal Judgment Day per poi essere salvati da Edge che però accidentalmente eseguì una spear su Dominik.

#### The Judgment Day (2022–presente)

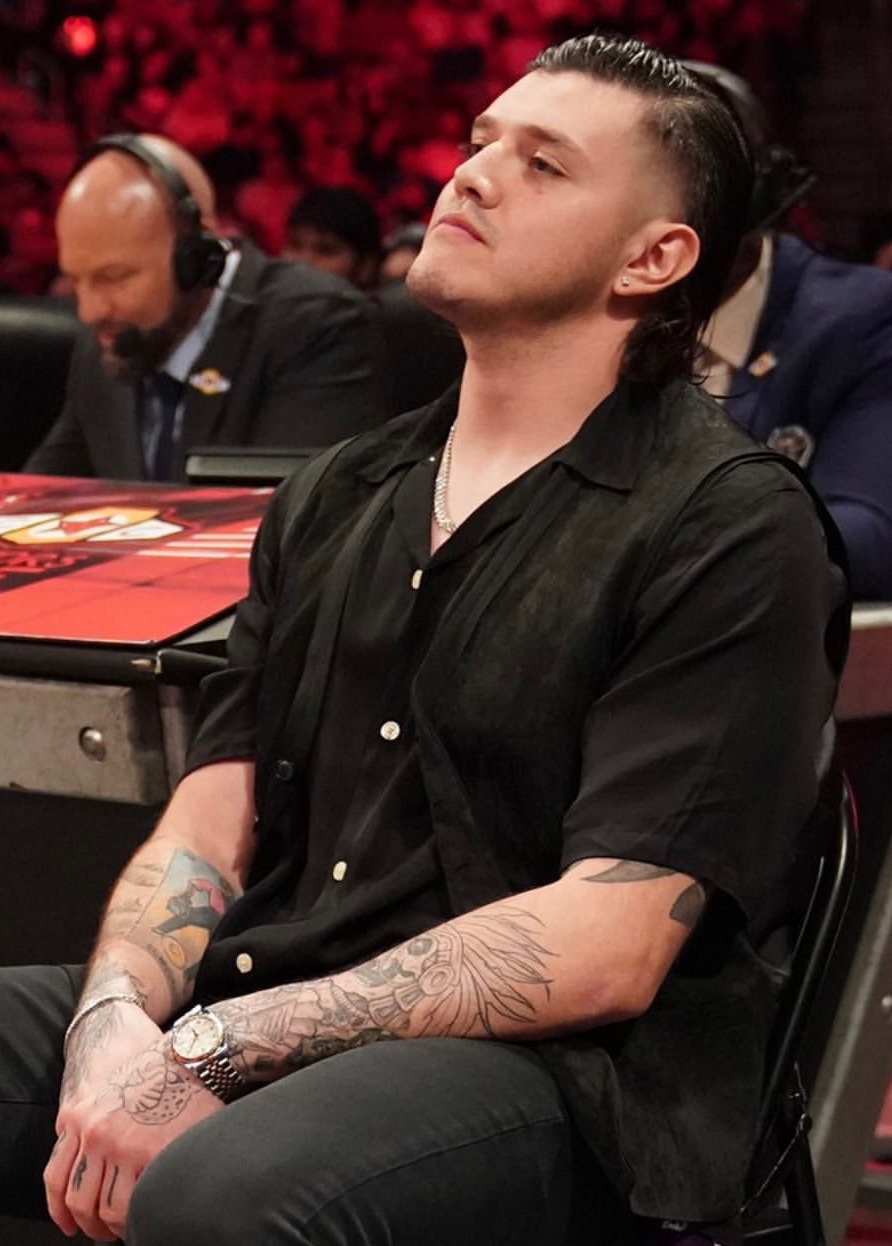
Dominik Mysterio nel 2022.

Il 2 settembre, a Clash at the Castle, Rey Mysterio decise di riunirsi in coppia con Edge nel match contro Finn Bálor e Damian Priest del Judgment Day, con Dominik e che assistette all'incontro a bordo ring, dove Edge e Rey ne uscirono vincitori, ma dopo il match Dominik attaccò Edge e subito dopo anche suo padre effettuando un turn heel.
Nella successiva puntata di Raw del 5 settembre attaccò Edge unendosi al Judgment Day con Finn Bálor, Damian Priest e Rhea Ripley. La settimana successiva, accompagnato da Ripley, combatté contro Edge in un incontro dove però perse per squalifica a causa dell'interferenza di Bálor.
Il 5 novembre, a Crown Jewel, il Judgment Day prevalse sull'O.C. (con cui aveva iniziato una faida poco tempo prima). Nella puntata speciale Raw XXX del 23 gennaio Mysterio e Priest affrontarono Jimmy Uso e Sami Zayn per il Raw Tag Team Championship ma vennero sconfitti.
Il 28 gennaio, a Royal Rumble, partecipò all'incontro omonimo entrando col numero 18, ma venne eliminato da Cody Rhodes. La faida con suo padre Rey culminò a WrestleMania 39, il 1º aprile, quando Dominik venne sconfitto. Il 1º luglio, a Money in the Bank, venne sconfitto da Cody Rhodes. Nella puntata di Raw del 17 luglio Dominik e Damian Priest affrontarono Kevin Owens e Sami Zayn per i titoli di coppia ma vennero sconfitti.
Il 18 luglio, ad NXT, affrontò e sconfisse Wes Lee grazie all'aiuto di Rhea Ripley vincendo l'NXT North American Championship. Difese poi la cintura contro Butch (grazie nuovamente all'aiuto di Rhea Ripley) il 21 luglio a SmackDown, il 30 luglio a NXT The Great American Bash contro Mustafa Ali e Wes Lee e l'8 agosto, ad NXT contro Dragon Lee. I due si sfidarono nuovamente Il 25 settembre a Raw, e anche qui Mysterio riuscì a mantenere il titolo. Il 30 settembre, a NXT No Mercy, perse il titolo contro Trick Williams in un match arbitrato da Dragon Lee dopo 74 giorni di regno, ma lo riconquistó tre giorni dopo (grazie alle interferenze dei compagni del Judgment Day) ad NXT. Nella puntata di NXT del 10 ottobre affrontò Il'ja Dragunov per l'NXT Championship in un match arbitrato da LA Knight ma venne sconfitto. Nella puntata speciale NXT Halloween Havoc del 31 ottobre mantenne il titolo contro Nathan Frazer. Il 9 dicembre, ad NXT Deadline, perse la cintura contro Dragon Lee dopo 67 giorni di regno.

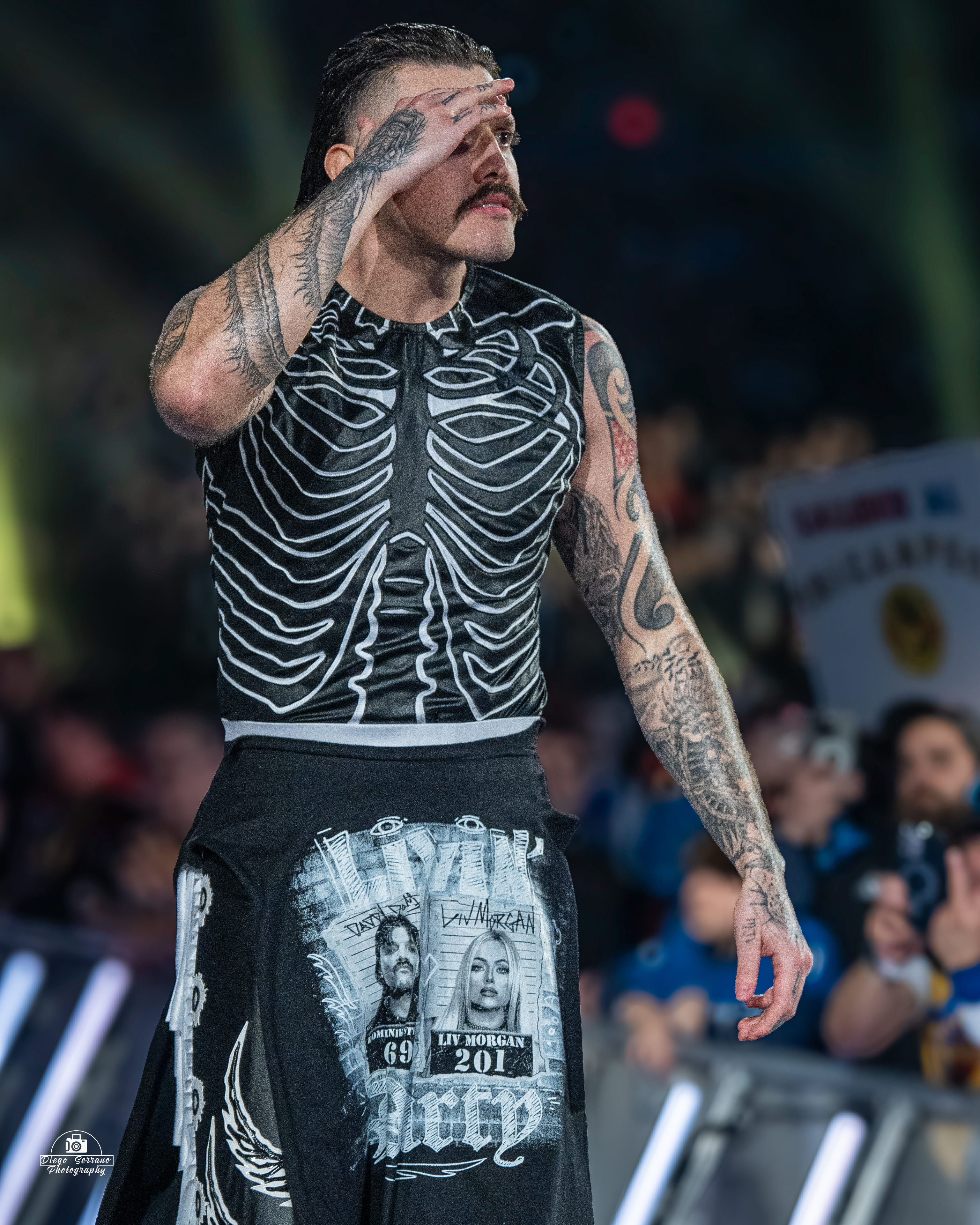
Dominik Mysterio nel 2025

Il 27 gennaio a Royal Rumble, partecipò all'omonimo incontro entrando col numero 9 ma venne eliminato da CM Punk. Il 6 aprile nella notte 1 di WrestleMania XL Dominik fa coppia con Santos Escobar contro suo padre Rey Mysterio e Andrade. Il duo perde dopo l'interferenza di Lane Johnson e Jason Kelce.
Nei mesi successivi una storyline con Liv Morgan, la detentrice del Women's World Championship che vuole rubare il ragazzo a Rhea Ripley dopo averle preso il titolo. L'otto luglio, Dominik e Liv Morgan sconfiggono Rey Mysterio e Zelina Vega, con il giovane che riesce a schiera per la prima volta il padre. A fine mach ritornò Rhea Ripley e nelle settimane successive Dominik riuscì a riconquistare la fiducia della lottatrice. Però a SummerSlam 2024 aiuta Liv Morgan a mantenere il titolo con la Ripley, tradendo quest'ultima. Da SummerSlam, Dominik e Morgan diventano una coppia sullo schermo con quest'ultima che entra nella stable al posto di Rhea Ripley.
A Bash in Berlin la nuova coppia viene sconfitta in un mixed tag team match da Rhea Ripley e Damian Priest. Mentre a Bad Blood Dominik dove sospeso sopra il ring in una gabbia di squali durante un rematch titolato tra Morgan e Ripley. Alla Royal Rumble del 2025, Dominik ha gareggiato nell'omonimo evento, entrando nel match come concorrente #26, ma è stato rapidamente eliminato da Priest.
Nella seconda notte di WrestleMania 41, Dominik ha sconfitto Bálor, Penta e il campione in carica Bron Breakker in un fatal four-way match per vincere il titolo schienando Bálor, segnando il suo primo titolo singolo nel roster principale e diventando parte del terzo duo padre e figlio a vincere quel titolo.  La notte successiva a Raw, Dominik ha difeso con successo il titolo contro Penta nella sua prima difesa del titolo dopo un assist di Carlito e del rientrante McDonagh. A Backlash, Dominik ha difeso la cintura contro Penta grazie alla interferenza del El Grande Americano.
Dominik prese parte al primo round del King of the Ring lottando in un fatal four-way match contro Bron Breakker, Penta e Sami Zayn, con quest'ultimo uscito vincitore.

## Personaggio

### Mosse finali
- 619 (Tiger feint kick su un avversario alle corde)
- Frog Splash (Frog splash)

### Soprannomi
- "Dirty"

## Titoli e riconoscimenti
- Pro Wrestling Illustrated
  - Rookie of the Year (2020)[41]
  - 147º tra i 500 migliori wrestler singoli nella PWI 500 (2021)[42]
  - 292° tra i 500 migliori wrestler singoli nella PWI 500 (2022)[43]
  - 94° tra i 500 migliori wrestler singoli nella PWI 500 (2023)[44]
- WWE
  - NXT North American Championship (2)[45]
  - WWE Intercontinental Championship (1)[46]
  - WWE SmackDown Tag Team Championship (1) – con Rey Mysterio[47]